# Aicom
Aicom (エイコム) var ett japanskt spelutvecklingsföretag som gick samman med Sammy 1992. Aicom lämnade Sammy 1996, och med finansiering från SNK blev Yumekobo och producerade spel främst för SNK-system.

### Fotnoter
1. ↑  hämtat från: franskspråkiga Wikipedia.[källa från Wikidata]
2. ↑  MobyGames, MobyGames företags-ID (föråldrad): yumekobo-co-ltd.[källa från Wikidata]
3. ↑  ”沿革｜企業情報｜サミー パチンコ・パチスロメーカー”. www.sammy.co.jp. https://www.sammy.co.jp/japanese/company/history/index.html. Läst 24 april 2020.
4. ↑  ”Aicom - GDRI :: Game Developer Research Institute”. gdri.smspower.org. http://gdri.smspower.org/wiki/index.php/Aicom. Läst 24 april 2020.
5. ↑  ”MobyGames: Game Browser”. MobyGames. Arkiverad från originalet den 1 mars 2022. https://web.archive.org/web/20220301230631/https://www.mobygames.com/browse/games/aicom-corporation/list-games/. Läst 24 april 2020.